# Бек, Гай
Гай Леон Бек (англ. Guy Leon Beck; имя при рождении — Гай Райс Синкок, англ. Guy Rice Sincock; род. 3 августа 1948, Манлиус, Нью-Йорк, США) — американский индолог, историк религии, музыковед, профессиональный музыкант-вокалист, исполнитель в стиле классической индийской музыки хиндустани.

## Семья. Ранние годы. Образование
Родился 3 августа 1948 в г. Манлиус, штат Нью-Йорк, США. Отец Бека, Харольд Кук, был пианистом и композитором. В 1940-е — 1950-е годы он работал на Бродвее музыкальным аранжировщиком. Сотрудничал с Гарольдом Арленом и Кейт Смит. Работал пианистом в известном манхэттенском клубе Blue Angel, где играл с такими известными исполнителями, как Джуди Гарленд, Кэй Томпсон, Кайе Баллард и Энди Уильямс. Был близким другом пианиста Сай Уолтера и певицы Мабель Мерсер.
В детские и юношеские годы Бек учился музыке у своего отца. В 1966 году окончил старшую школу Фейетвилл-Манлиус, затем изучал фортепиано и хоровое пение в Сиракузском университете под руководством профессора Джорджа Мулфингера. В 1976—1980 годах получил музыкальное образование в Индии. Изучал индийскую вокальную музыку хиндустани в Музыкальном колледже имени Тансена в Калькутте и в Калькуттской исследовательской академии музыки. В 1981 году получил степень бакалавра общественных наук в Денверском университете. В 1982 году получил степень магистра по религиоведению в Южно-Флоридском университете. В 1986 году получил степень магистра по музыковедению в Сиракузском университете. В 1989 году в том же университете защитил докторскую диссертацию по религиям Южной Азии. Тема диссертации: «Sonic Theology: Hinduism and the Soteriological Function of Sacred Sound».

## Преподавательская и научно-исследовательская деятельность
В 1992 году по гранту Fulbright Research занимался исследованием музыки хиндустани в Индии. В 1990—1995 годах — ассистент-профессор кафедры философии и религиоведения Университета штата Луизиана. Преподавал восточные религии, индуизм, буддизм. В 1995—1997 годах преподавал в качестве приглашённого ассистент-профессора в Университете Лойолы в Новом Орлеане. Прочитал курсы лекций по дисциплинам: «Пути к Богу в индуизме», «Буддизм», «Открывая ислам», «Духовные пути Китая», «Мировые религии». В 1997—1999 годах преподавал в качестве приглашённого ассистент-профессора в Чарльстонском колледже. Прочитал курсы лекций по философии религии, феноменологии религии, мировым религиям, религии и музыке. В 1999—2009 годах — приглашённый ассистент-профессор, адъюнкт-профессор кафедры классических исследований Тулейнского университета. Ввёл в университете курс религиоведения. Читал курсы лекций по введению в религиоведение, мировым религиям, азиатским религиям, индуизму, музыке и религии, музыкальным культурам мира. В осенний семестр 2001 года был приглашённым научным сотрудником в Оксфордском центре индуистских исследований, где выступил с серией лекций на тему индуизма и музыки. Тогда же, по гранту Infinity Foundation, провёл в Оксфордском университете исследования в области влияния индийских религий на мировую религиозную музыку. В 2006—2007 годах преподавал на кафедре философии Университета Северной Каролины в Уилмингтоне. Прочитал курсы лекций по азиатским религиям, движениям бхакти в индуизме, тибетскому буддизму и музыке в мировых религиях. В осенний семестр 2007 года преподавал в качестве приглашённого ассистент-профессора на кафедре философии Миссисипского университета. Прочитал курсы лекций по мировым религиям, азиатским религиям и индуизму. В 2008 году был избран старшим членом совета Американского института индийских исследований. В 2008—2009 годах преподавал на кафедре философии Новоорлеанского университета. Прочитал курсы лекций по религиям Востока, введении в философию и этике. С января по июль 2010 года по гранту Fulbright-Nehru занимался в Индии исследованием классической музыкальной традиции агра-гарана.

## Основные работы

### Sonic Theology: Hinduism and Sacred Sound(1993)
В монографии «Sonic Theology: Hinduism and Sacred Sound» (1993) Бек исследует индуистское богословие и индийскую философию в контексте священного звука.

### Alternative Krishnas: Regional and Vernacular Variations on a Hindu Deity(2005)
Изданный в 2005 году под научной редакцией Бека сборник «Alternative Krishnas: Regional and Vernacular Variations on a Hindu Deity» (2005) посвящена исследованию богословия альтернативных гаудия-вайшнавизму коишнаитских религиозных течений Радхаваллабхи-сампрадаи, вайшнавской сахаджии и других.

### Sacred Sound: Experiencing Music in World Religions(2006)
В 2006 году под научной редакцией Бека вышла в свет книга «Sacred Sound: Experiencing Music in World Religions» в которой освящается тема духовной музыки в различных религиозных традициях мира. Как приложение к книге был выпущен бонусный компакт-диск с четырьмя десятками музыкальных композиций, представляющих примеры музыки обсуждаемых в книге религиозных традиций.

### Sonic Liturgy: Ritual and Music in Hindu Tradition(2011)
В 2011 году вышла в свет вторая монография Бека: «Sonic Liturgy: Ritual and Music in Hindu Tradition». В этой работе учёный проследил историческую взаимосвязь индуистского ритуала и индийской классической музыки.

## Музыкальная деятельность
Гай Бек — профессиональный музыкант-вокалист, исполнитель в стиле классической индийской музыки хиндустани. Бек записал два музыкальных альбома: Sacred Raga (STR Digital Records, 1999) и Sanjher Pradip (Bihaan Music, 2004). В 1977 году стал первым в истории американским вокалистом, выступившим на Всеиндийской музыкальной конференции. В 1980 году Бек выступил на непальском радио, а в 1993 году — на популярном индийском телеканале Doordarshan.
Бек также преподаёт индийскую классическую музыку и выступает с лекциями на эту тему в университетах.

## Избранная библиография

### Монографии
- Guy L. Beck. Sonic Theology: Hinduism and Sacred Sound. — Columbia, SC: University of South Carolina Press, 1993. — xvii, 290 p. — (Studies in Comparative Religion). — ISBN 0872498557.
  - Guy L. Beck. Sonic Theology: Hinduism and Sacred Sound. — 2nd ed. — New Delhi: Motilal Banarsidass, 1995. — xvii, 290 p. — ISBN 8120812616.
- Guy L. Beck. Sonic Liturgy: Ritual and Music in Hindu Tradition. — Columbia, SC: University of South Carolina Press, 2011. — 245 p. — (Studies in Comparative Religion). — ISBN 1611170370.
- Guy L. Beck. Vaishnava Temple Music in Vrindaban: The Rādhāvallabha Songbook. — Kirksville, MO: Blazing Sapphire Press, 2011. — xxvii, 345 p. — ISBN 0981790240.

### Сборники статей (редактор-составитель)
- Guy L. Beck. Alternative Krishnas: Regional And Vernacular Variations on a Hindu Deity. — New York: State University of New York Press, 2005. — viii, 217 p. — ISBN 0-7914-6415-6.
- Guy L. Beck. Sacred Sound: Experiencing Music in World Religions. — Waterloo, Ontario: Wilfrid Laurier University Press, 2006. — viii, 222 p. — (Wilfrid Laurier Series). — ISBN 0889204217.

### Статьи и главы в книгах
- Guy L. Beck. Sonic Theology // Steven J. Rosen Vaiṣṇavism: Contemporary Scholars Discuss the Gauḍīya Tradition. — New York: Folk Books, 1992. — С. 261-282. — ISBN 0961976365.
- Guy L. Beck. Devotional Hymns from the Sanskrit // Donald S. Lopez Religions of India in Practice. — Princeton, NJ: Princeton University Press, 1995. — С. 133-144. — ISBN 0691043248.
- Guy L. Beck. When Gods Get the Blues: Expressions of Melancholy in Indian and American Traditions. — New Orleans: Loyola University, 1996. — 15 p. — (Yamauchi Lectures in Religion).
- Guy L. Beck. Fire in the Ātman: Repentance in Hinduism // Amitai Etzioni, David Carney Repentance: A Comparative Perspective. — Lanham, MD: Rowman & Littlefield, 1997. — С. 76-95. — ISBN 0847684717.
- Guy L. Beck. The Devotional Music of Śrīla Prabhupāda // Journal of Vaishnava Studies. — 1998. — Вып. 6, № 2. — С. 125-140. — ISSN 1062-1237.
- Guy L. Beck. Celestial Lodge Above: The Temple of Solomon in Jerusalem as a Religious Symbol in Freemasonry // Nova Religio. — 2000. — Вып. 4, № 1. — С. 28-51. — ISSN 1092-6690. — JSTOR 10.1525/nr.2000.4.1.28.
- Guy L. Beck. Religious and Devotional Music: Northern Area // Alison Arnold Garland Encyclopedia of World Music, Vol. 5: South Asia: The Indian Subcontinent. — New York and London: Garland Publishing, 2000. — С. 246-258. — ISBN 0824049462.
- Mark S. Rye, Kenneth I. Pargament, M. Amir Ali, Guy L. Beck et al. Religious Perspective on Forgiveness // Michael E. McCullough, Kenneth I. Pargament, Carl E. Thoresen Forgiveness: Theory, Research, and Practice. — New York: Guilford Press, 2001. — С. 17-40. — ISBN 1572307110.
- Guy L. Beck. Hare Krishna Mahamantra: Gaudiya Vaishnava Practice and the Hindu Tradition of Sacred Sound // The Hare Krishna Movement: The Post-Charismatic Fate of a Religious Transplant  / Edwin F. Bryant, Maria L. Ekstrand. — New York: Columbia University Press, 2004. — С. 35-44. — ISBN 023112256X.
- Guy L. Beck. Orissa // John Shepherd Continuum Encyclopedia of Popular Music of the World, Volume 7. — London: Continuum, 2005. — С. 93. — ISBN 0826474365.
- Guy L. Beck. Puri // John Shepherd Continuum Encyclopedia of Popular Music of the World, Volume 7. — London: Continuum, 2005. — С. 116-117. — ISBN 0826474365.
- Guy L. Beck. Freemasons // Lindsay Jones Encyclopedia of Religion, Vol. 5. — New York: Macmillan Reference, 2005. — С. 3193-3199. — ISBN 0028657381.
- Guy L. Beck. Krishna as Loving Husband of God: The Alternative Krishnology of the Radhavallabha Sampradaya // Guy L. Beck Alternative Krishnas: Regional and Vernacular Variations on a Hindu Deity. — New York: State University of New York Press, 2005. — С. 65–90. — ISBN 0-7914-6415-6.
- Guy L. Beck. Introducing “Aryan” into the Teaching of Hinduism (недоступная ссылка — история) // Graham M. Schweig Asceticism, Identity, and Pedagogy in Dharma Traditions. — Hampton, VA: Deepak Heritage Books, 2006. — С. 139-152. — ISBN 0937194506.
- Guy L. Beck, Naresh Sharma. Freemasonry in India: The Intersection of Hindu and Masonic Teachings // Heredom: The Transactions of the Scottish Rite Research Society. — 2007. — Вып. 15. — С. 241-274.
- Guy L. Beck. The Magic of Hindu Music // Hinduism Today. — 2007. — С. 20-31. — ISSN 0896-0801.
- Guy L. Beck. Two Braj Bhāṣā Versions of the Rāsa-Līlā Pancādhyāyī and Their Musical Performance in Vaiṣṇava Worship // The Bhāgavata Purāṇa: Sacred Text and Living Tradition / Edited by Ravi M. Gupta and Kenneth R. Valpey. — New York: Columbia University Press, 2013. — P. 181-201. — xiii, 279 p. — ISBN 978-0-231-14998-3 (cloth).

### Рецензии
- Guy L. Beck. Purana Perennis: Reciprocity and Transformation in Hindu and Jaina Texts by Wendy Doniger // Journal of the American Academy of Religion. — 1996. — Вып. 64, № 4. — С. 866-867. — doi:10.2307/1465627. — JSTOR 1465627.[8]
- Guy L. Beck. Hidden Faces of Ancient Indian Song by Solveig McIntosh // International Journal of Hindu Studies. — 2007. — Вып. 11, № 3. — С. 334-336. — JSTOR 25691077.